# 아유미 (연예인)
아유미(1984년 8월 25일~)는 대한민국의 가수이자 배우이다.
돗토리현 돗토리시 출신의 재일교포 3세다. 2002년 이아유미(李亞由美)라는 이름으로 한국에서 슈가의 멤버로 데뷔하였고, 일본에서는 활동 초기에 ‘이토 유미(일본어: 伊藤 ゆみ)’로 활동하다 2009년 ICONIQ이란 예명으로 바꾸어 솔로 여가수로 데뷔했다가 2016년 다시 ‘이토 유미(일본어: 伊藤 ゆみ)’로 이름을 변경했다.

## 학력
- 일본 돗토리 시립 고야마 소학교(鳥取市立湖山小學校) 졸업
- 일본 돗토리 시립 고토 중학교(鳥取市立湖東中學校) 졸업
- 한국켄트외국인학교 졸업

## 생애

### 1984년-2000년: 성장
1984년 8월 25일 재일교포 2세인 아버지와 충청도 출신의 한국인 어머니 사이에서 태어났으며, 본관은 전주이다. 일본 돗토리 시립 고야마 소학교(鳥取市立湖小山學校)와 돗토리 시립 고토 중학교(鳥取市立湖東中學校)를 졸업했고, 대한민국에서는 한국켄트외국인학교를 다녔다. 중학교 1학년 때 들었던 우타다 히카루의 곡에 충격을 받고 그 후 가수를 지망한다. 1998년 중학교 2학년 때, 어머니와 대한민국 여행을 갔을 때 서울특별시 명동에서 스카우트되지만, 아버지가 '한국어를 할 수 없다' 등의 이유로 연예계 진출을 반대하였다. 2000년, 대한민국에 건너와 연예계에 데뷔하기 위해 레슨을 받는다. 한국의 예능 프로그램에서 국적이 대한민국이라고 밝히며 여권을 공개했다.

### 2002년-2009년: 슈가, 이토 유미 시절
2002년 대한민국의 아이돌 그룹 슈가의 멤버로서 한국에서 데뷔한다. 2003년 슈가는 호리프로와 계약해 일본에 진출한다. 닛폰 TV 방송망의 〈음악전사 MUSIC FIGHTER〉 K-POP 대도감을 담당. 2005년에는 SBS의 일요일이 좋다 등 많은 버라이어티 프로그램에서 활약한다. 그해 말 MBC 방송연예대상에서 인기상을 수상하였으나, 슈가는 2006년에 해체되었다.
2006년 코다 쿠미가 커버한 〈キューティーハニー〉를 한국어로 번역하여 <큐티 하니>라는 곡으로 솔로로 데뷔한다. 동시에 로마자 표기를 ‘Ahyoomee’에서 ‘AhYooMi’로 바꾸었다. 같은 해 11월 7일에는 김건모의 곡을 커버한 〈잘못된 만남〉을 발표하였다. 2006년 12월 31일 슈가가 공식으로 해체한 이후, 2007년 2월 14일 SM 엔터테인먼트에 이적하여 BoA나 동방신기 등과 같은 사무소에 소속한다. 같은 해 7월 5일, SM 엔터테인먼트 소속의 가수에 의한 컴필레이션 음반 《2007 SUMMER SMTOWN》에 수록된 〈여행을 떠나요〉에 참가하였는데, 이것이 사실상 사무소 이적 후 첫 CD 수록이 되었다.
2008년, 에이벡스 엔터테인먼트에 이적하여, '이토 유미'로서 일본에서 배우 활동을 시작한다. 닛폰 TV 방송망의 드라마 《빈보단시 본비멘》에 출연한다. 2008년 일본 영화 《약속의 땅》에 주연으로 캐스팅되었다. 같은 시기 미국 로스앤젤레스에서 유학하였다. 이후에는 대한민국 활동을 하지 않고 일본 활동만 하게 되었다.

### 2009년-: ICONIQ으로 데뷔
2009년 11월, 도쿄도, 나고야시, 오사카부에 설치된 간판을 통해 ICONIQ로서의 모습이 처음 공개되었다. 광고에는 삭발한 그녀의 사진과 함께 간소한 캐치카피와 공식 웹사이트의 URL만이 기재되었다. 데뷔에 대해 대한민국에서는 '옛 슈가의 아유미'로서 보도되었고, 일본에서는 신인으로 보도되는 경우와 '개명해서 다시 데뷔했다'라고 보도하는 경우로 갈라졌다.
2009년 12월 9일, rhythm zone으로부터 재데뷔 첫 번째 싱글로 〈I'm lovin' you〉가 발매되었다. EXILE의 ATSUSHI가 참가한 이 곡은 우에노 주리가 출연한 시세이도 마키아쥬의 CM 곡으로 기용되었다. 2번째 싱글 〈Change Myself〉는 그녀가 출연하는 마키아쥬 CM 곡으로 기용되었다. 2010년 2월 24일 첫 앨범 《CHANGE MYSELF》에 수록된 3곡이 휴대전화 벨소리 사이트별로 배포되었다. 《CHANGE MYSELF》는 오리콘 차트 주간 차트에서 3위를 기록했다. 여성 가수의 데뷔 앨범이 오리콘 주간 차트에서 3위 안에 들어간 것은 2007년 아라가키 유이의 そら가 2위를 차지한 이후 2년 3개월만이다.

## 기타
- 2016년 8월 일본 언론 스포츠호치는 “이토 유미가 그라비아에 첫 도전했다”고 보도하며 몇 장의 화보 컷을 공개했다. 사진 속 아유미는 중요 부위만 가린채 상의를 탈의했고 가린 손 사이로 아슬아슬한 노출을 하였다. 해당 화보가 공개된 직후 아유미는 인스타그램에 “첫 도전이라 조금 긴장했지만 따뜻하고 부드러운 시선으로 바라봐달라”는 메시지를 남겼다.[7]
- 2017년 3월 10일 아유미는 일본 방송 간사이 ‘쾌걸미소채널’에 출연하여 한국에서의 아이돌 육성은 '군대 생활'과 같다라고 발언하였다.[8]

## 디스코그래피

### 대한민국

#### 디지털 싱글
| 번호 | 발매일          | 제목        |
| ---- | --------------- | ----------- |
| 1    | 2006년 7월 3일  | Cutie Honey |
| 2    | 2006년 11월 7일 | 잘못된 만남 |

### 일본

#### 싱글
| 번호 | 발매일          | 제목       |
| ---- | --------------- | ---------- |
| 1    | 2010년 8월 11일 | TOKYO LADY |

#### 디지털 싱글
| 번호 | 발매일           | 제목           |
| ---- | ---------------- | -------------- |
| 1    | 2009년 12월 9일  | I'm lovin' you |
| 2    | 2010년 1월 1일   | Change Myself  |
| 3    | 2010년 5월 17일  | My Season      |
| 4    | 2010년 12월 30일 | I will love    |
| 5    | 2012년 3월 14일  | LADIES         |
| 6    | 2012년 3월 14일  | MAKE IT RIGHT  |

#### 앨범
| 번호 | 발매일          | 제목          |
| ---- | --------------- | ------------- |
| 1    | 2010년 3월 10일 | CHANGE MYSELF |

#### 미니 앨범
| 번호 | 발매일          | 제목        |
| ---- | --------------- | ----------- |
| 1    | 2010년 9월 15일 | Light Ahead |

## 출연 작품

### 드라마
- 2002년 KBS 《청춘》
- 2005년~2006년 MBC 《레인보우 로망스》 ... 아유미 역
- 2008년 아사히 TV 《네 개의 거짓말》
- 2012년 TBS 《아타루》 -제7화
- 2013년 도카이 TV 《백의의 눈물》 ... 제2부 자명 이무라 미스즈 역
- 2013년 후지 TV 《오해받은 남자》 ... 모모야마 에리카 역
- 2013년 일본 KBC 《후쿠오카 연애백서8》 ... 코가 메구미 역
- 2017년 후지 TV 《코드 블루 -닥터헬기긴급구명-》 3rd season》 ... 마치다 쿄코 역[9]
- 2018년 KNTV 《불능범》
- 2019년 《라디에이션 하우스 ~방사선과 진단 리포트~》
- 2020년 SBS 금토드라마 《편의점 샛별이》 - 은조가 일하는 미용실 손님 역 (16회 특별출연)

### 영화
| 2009년 | 약속의 땅       |
| 2009년 | 행복을 기다리며 |
| 2010년 | 사요나라 이츠카 |
| 2019년 | 사라져라, 군청  |

### 방송
- 2002년 SBS 《좋은친구들》
- 2002년 KBS2 《해피투게더》
- 2003년 KBS2 《자유선언 토요대작전: 산장미팅-장미의 전쟁》
- 2004년 MBC 《브레인 서바이버》 - 107회
- 2005년 MBC 《유재석 김원희의 놀러와》 - 6월 3일
- 2005년 SBS 《김용만, 신동엽의 즐겨찾기》 - 9월 20일
- 2005년 MBC 《일요일 일요일 밤에 - 몰래카메라》 - 10월 30일
- 2006년 tvN 《MAD.COM》
- 2006년 SBS 《도전 1000곡》 - 6월 4일
- 2015년 JTBC 《마녀사냥》 - 113회
- 2017년 MBN 《비행소녀》
- 2019년 tvN 《인생술집》 - 115회
- 2019년 tvN 《놀라운 토요일 - 도레미 마켓》 - 66회
- 2020년 KBS2 《해피투게더 4》 - 74회
- 2021년 MBC에브리원《대한외국인》
- 2021년 JTBC 《아는형님》- 280회
- 2021년 SBS 《골때리는 그녀들》시즌2- 고정 출연
- 2022년  MBC 《안싸우면 다행이야》 - 62회, 63회
- 2022년 IHQ 《돈쭐내러 왔습니다》시즌 2 - 3회
- 2022년 MBC 《황금어장 라디오스타》 - 721회
- 2023년 SBS 《신발벗고 돌싱포맨》 - 78회
- 2023년 JTBC 《아는 형님》 - 404회
- 2024년 MBN 《한일톱텐쇼》 - 24회
- 2025년 TV조선 《조선의 사랑꾼》 - 채리나♥︎박용근 부부 편에서 영상 편지로 VCR 출연